# Ramaswamy Venkataraman
Ramaswamy Venkataraman (4. december 1910 – 27. januar 2009) var en indisk jurist og politiker, der var Indiens præsident fra 1987 til 1992.
Venkataraman var vicepræsident i Indien i perioden 1984-87. I juli 1987 blev han indsat som Indiens 8. præsident efter Giani Zail Singh. Venkataramans præsidentembede ophørte den 25. juli 1992, hvor han blev efterfulgt af Shankar Dayal Sharma.